# Friday Pilots Club
Friday Pilots Club is een Amerikaanse indierockband uit Chicago, gevormd in 2013. De bezetting van de band bestaat uit zanger Caleb Hiltunen en instrumentalist Drew Polovick. Momenteel speelt de band onder het platenlabel Big Machine Records.

## Biografie
Gevormd in 2013, kwam Friday Pilots Club aanvankelijk samen terwijl de in Indiana geboren zanger en gitarist Caleb Hiltunen het Columbia College van Chicago bezocht. Daar ontmoette hij gitarist Mike Fornari, bassist Spencer Rydholm, en drummer Ethan Mole (die allemaal samen waren opgegroeid in de Chicago voorstad Batavia). Begonnen als een coverband, gingen ze al snel over op het schrijven van originele nummers, waarbij ze een emo en dance-rock geluid balanceerden met blues, gospel, en soul invloeden, zoals te horen was op hun eerste EP Dreams uit 2014. Rond 2016 raakte Hiltunen bevriend met mede-Columbia-student Drew Polovick, een in Michigan geboren gitarist. De twee konden het goed met elkaar vinden, en al snel had Polovick zich bij de band gevoegd en werkte hij samen met Hiltunen aan veel van de nummers van de groep, en brachten ook hun tweede EP South State uit. De band speelde in Austin's SXSW en tourde het jaar daarop intensief. In 2017 namen Fornari, Rydholm en Mole afscheid van de band om zich op andere projecten te richten. Vervolgens gingen Hiltunen en Polovick verder als duo (met een live backing band) en brachten de singles End of It, Bad As Hell, Would You Mind, Gold and Bones en PRBLM. Sinds begin 2018 werden de gitaristen Sean Burke en James Kourafas en drummer Eric Doar deel van de bezetting van de band. 
In 2019 tekende Friday Pilots Club bij Big Machine Records en bracht de door John Fields geproduceerde single Glory uit. Op 11 oktober 2019 brachten ze hun derde EP uit, getiteld While You Wait. Na de singles Breaking My Bones en Look Better In Gold uit 2020 en I Don't Care uit 2021, bracht de band hun vierde, zelf getitelde, EP Friday Pilots Club uit op 7 mei 2021. Met de single For the Wicked in september 2021, kondigde de groep aan dat ze aan hun vijfde EP aan het werken zijn. Ook maakte Hiltunen bekend dat hij lijdt aan colloid cyste, een niet kwaadaardige tumor in de hersenen, waardoor de productie van hun muziek voor een onbepaalde tijd werd uitgesteld vanwege operaties.

## Discografie

### Ep's
| Jaar | Titel                        | Details                                                                            |
| ---- | ---------------------------- | ---------------------------------------------------------------------------------- |
| 2014 | Dreams                       | - Releasedatum: 31 oktober 2014 - Formaat: Niet beschikbaar - Label: Onafhankelijk |
| 2016 | South State                  | - Releasedatum: 9 oktober 2016 - Formaat: Niet beschikbaar - Label: Onafhankelijk  |
| 2019 | While You Wait               | - Releasedatum: 10 oktober 2019 - Formaat: Digitaal - Label: Big Machine Records   |
| 2021 | Friday Pilots Club           | - Releasedatum: 6 mei 2021 - Formaat: Digitaal - Label: Big Machine Records        |
| 2022 | I Love You, Robot Superstar! | - Releasedatum: 27 oktober 2022 - Formaat: Digitaal - Label: Onafhankelijk         |

### Singles
| Jaar | Titel               | Album                        |
| ---- | ------------------- | ---------------------------- |
| 2015 | The Hollows         | Geen album                   |
| 2016 | Ain't Your Son      | South State                  |
| 2017 | End of It           | Geen album                   |
| 2018 | Bad As Hell         | Geen album                   |
| 2018 | Would You Mind      | Geen album                   |
| 2018 | Gold and Bones      | Geen album                   |
| 2018 | PRBLM               | Geen album                   |
| 2019 | Glory               | Geen album                   |
| 2020 | Breaking My Bones   | Friday Pilots Club           |
| 2020 | Look Better In Gold | Friday Pilots Club           |
| 2021 | I Don't Care        | Friday Pilots Club           |
| 2021 | For the Wicked      | Geen album                   |
| 2022 | Hot Mess            | I Love You, Robot Superstar! |
| 2022 | Better With         | I Love You, Robot Superstar! |
| 2022 | Never Say No        | I Love You, Robot Superstar! |
| 2023 | Life Support        | Geen album                   |
| 2023 | Ms. Supernova       | Geen album                   |
| 2024 | Vampire Disco       | Nowhere                      |
| 2024 | Spectator           | Nowhere                      |
| 2024 | We Don't Wanna Talk | Nowhere                      |
| 2024 | Nothing Or Forever  | Nowhere                      |